# ستين أندرسن بايل (سياسي)
ستين أندرسن بايل هو ضابط بحري وسياسي دنماركي، ولد في 5 ديسمبر 1797 في كوبنهاغن في الدنمارك، وتوفي بنفس المكان في 2 مايو 1883. انتخب عضو فولكتنغ ‏.